# Zaubernächte des Orients
Zaubernächte des Orients (englischer Originaltitel Siren of Bagdad) ist ein 1953 erschienener US-amerikanischer komödiantischer Abenteuerspielfilm.

## Handlung
Eine Zirkus-Truppe gibt nach Einbruch der Dunkelheit eine Vorstellung in einem Karawanenlager in der Wüste auf dem Weg nach Basra, als Räuber das Lager überfallen und niederbrennen. Sie entführen die Tanzmädchen der Gruppe und fliehen in die Wüste. Durch einen gefangen genommenen Räuber erfährt Kazar, der Magier und Leiter der Zirkustruppe, dass die Reiter nach Bagdad wollen. 
Kazar und sein Gehilfe Ben Ali reisen in die Stadt, wo sie die Mädchen wiederfinden, die auf einem Sklavenmarkt zum Verkauf angeboten werden. Es kommt zum Kampf und Kazar muss fliehen und wird von einer Gruppe von Oppositionellen in ein Versteck gebracht. Hier erfährt Kazar, dass in Bagdad nicht Sultan al-Malid, sondern dessen Großwesir Soradin herrscht, der auch für den Überfall verantwortlich ist. Die Tanzmädchen kommen als Sklavinnen in den Sultanspalast, wo sie für Unterhaltung sorgen sollen. Kazar unternimmt einen Befreiungsversuch, scheitert jedoch. 
Kazar trifft sich mit den Oppositionellen und erfährt, dass es sich um den gestürzten Sultan Ahmed und seine Tochter, die Prinzessin Zandi, handelt. Sie beschließen den Plan, Zandia als die Prinzessin Alexia auszugeben, welche Sultan al-Malid zur Ehe begehrt. Durch die Hochzeit wollen sie die Kontrolle über den Sultan gewinnen. Doch Soradin enttarnt die List. Es kommt zum Kampf zwischen den Anhängern Soradins und Ahmeds, der für Letztere mit dem Sieg endet.

## Produktion
Patricia Medina hatte mit Produzent Sam Katzman einen Drei-Filme-Vertrag abgeschlossen, von denen Zaubernächte des Orients der erste wurde. Die Dreharbeiten begannen am 3. September 1952.

## Rezeption
Der Film hatte eine erfolgreiche Vorpremiere, von der Henreid sagte: „Jeder Situationswitz hat funktioniert; das Publikum hat geheult. Ich kam strahlend heraus, und der Produzent Sam Katzman, Quine und ich gratulierten uns gegenseitig zu dem sehr lustigen Film.“ Henreid ergänzte, dass Katzmans Frau die Einzige war, die nicht glaubte, dass der Film ein Erfolg werden würde, und meinte: „Die Leute, die in Piratenfilme gehen, wollen genau das, einen Piratenfilm. Sie sind nicht so anspruchsvoll wie dieses Vorschaupublikum. Sie wollen, dass ihre Filme einer strengen Formel folgen. Dieser Film macht sich über die heilige Formel lustig – und ich glaube nicht, dass sie das akzeptieren werden.“ Henreid sagte: „Sie hatte absolut Recht. Der Film war ein Flop!“
Der US-amerikanische Autor und Rassismusforscher Jack Shaheen listete den Film in seiner kritischen Film-Enzyklopädie Reel Bad Arabs – How Hollywood vilifies a people auf und attestiert dem Film die Verwendung stereotyper, mitunter rassistischer Darstellungen von Arabern.